# Метод параллельной стрельбы
Метод параллельной стрельбы (англ. parallel shooting method) — численный метод при математическом моделировании, заключающийся в сведении краевой задачи к некоторой задаче Коши для той же системы дифференциальных уравнений. Отличается от метода стрельбы тем, что стрельба ведётся не из одной, а параллельно из нескольких точек.
При использовании метода параллельной стрельбы отрезок интегрирования делится на соответствующее количество подотрезков, на каждом из которых решается задача Коши. Для решения этой задачи требуется найти n+1 векторов начальных данных, удовлетворяющих краевым условиям, а также условиям «сшивки» на границах подинтервалов. В общем случае решение сводится к нахождению решения системы нелинейных уравнений. Если матрица Якоби этой системы не вырождена, то задачу можно решить методом Ньютона. Матрица Якоби будет представлять собой блочно-диагональную матрицу.